# ロバート・ウッド (オーストラリアの政治家)
ウィリアム・ロバート・ウッド（William Robert Wood、1949年11月13日 - ）は、イギリス生まれのオーストラリア人元政治家、環境活動家、反戦運動家。

## 来歴
1963年に、家族とともにオーストラリアに移住した。
核撤廃党（Nuclear Disarmament Party）の党員で、1987年の総選挙では無名であったが優先順位付投票方式のため、得票率わずか1.53%で連邦議会上院議員に当選した。
当選後、同じ総選挙で落選したライバルのコール・トゥ・オーストラリア党のエレイン・ニールから、1972年にベトナム戦争の抗議活動で逮捕歴のあるウッドは政治家として相応しくないなどとして裁判を起こされた。裁判所はウッドが1988年2月3日までイギリスとオーストラリアの二重国籍であったため、憲法違反で立候補自体が無効であると決定した。これをうけてウッドは翌年5月12日に議員を辞任し、同じ核撤廃党のイリーナ・ダンが議席についた。